# Ellinton Antonio Costa Morais
Ellinton Antonio Costa Morais (sinh 30 tháng 3 năm 1990) là một cầu thủ bóng đá Brazil thi đấu cho Nõmme Kalju ở Meistriliiga.